# Стил, Карен
Ка́рен Стил (англ. Karen Steele; 20 марта 1931, Гонолулу — 12 марта 1988, Кингмен, Аризона) — американская актриса кино и телевидения, также имела некоторую известность как актриса радио и модель.

## Биография
Карен Стил родилась 20 марта 1931 года в Гонолулу. Отец — Перси Дэвис Стил (1898—1974), американо-английского происхождения, служил помощником администратора Маршалловых Островов (с 1956 года). Мать — Рут Кови Мерритт, калифорнийка франко-датского происхождения.
Карен с детства владела не только английским, но и японским и гавайским языками. В 13-летнем возрасте Карен, занимаясь сёрфингом, сильно повредила ногу о кораллы. У девочки развился остеомиелит, врачи хотели ампутировать конечность. Отец Карен выписал из Гонконга известного врача, который провёл 22 операции, но ногу ей удалось сохранить.
После школы Карен поступила в Гавайский университет и окончила его. Затем она уехала во Флориду, где окончила колледж «Роллинс» по специальности «Актёрское мастерство». Некоторое время после этого Стил была моделью и актрисой радио, а с 1953 года начала сниматься в кино и для телевидения. За 17 лет своей кинокарьеры Стил снялась в почти 80 фильмах и сериалах. К концу 1960-х годов она стала активно заниматься благотворительностью и общественной работой. В 1970 году она отправилась в благотворительное турне по больницам южных тихоокеанских островов вместо того, чтобы принять приглашение о съёмках в новом сериале, которые принесли бы ей 78 000 долларов (более 544 000 долларов в ценах 2020 года). В итоге агент Стил отказался с ней работать далее, и на этом кинокарьера 39-летней актрисы была окончена.
17 июня 1973 года 42-летняя Стил, перебравшаяся к тому времени жить в поселение Голден-Вэлли в Аризоне, впервые вышла замуж. Её избранником стал доктор-психиатр Морис Бойд Раленд (1917 или 1919 — 1999), работавший в психиатрической клинике Мохаве. Пара прожила вместе почти 15 лет до самой смерти актрисы. Детей у них не было.
Карен Стил скончалась 12 марта 1988 года, не дожив недели до своего 57-го дня рождения, от рака в городе Кингмен (округ Мохаве, штат Аризона). Последние три года она практически не вставала с больничной койки.

## Избранная фильмография

### Широкий экран
- 1953 — Клоун[англ.] / The Clown — блондинка (в титрах не указана)
- 1955 — Марти / Marty — Вирджиния
- 1956 — Навстречу неизведанному[англ.] / Toward the Unknown — Полли Крейвен
- 1956 — Борцы с акулами[англ.] / The Sharkfighters — Марта Стейвс
- 1957 — Катапультирование с высоты 43 000 футов[англ.] / Bailout at 43,000 — Кэрол Петерсон
- 1957 — Столкновение в Сандауне[англ.] / Decision at Sundown — Люси Саммертон
- 1959 — Одинокий всадник[англ.] / Ride Lonesome — миссис Кэрри Лейн
- 1959 — Идущий на Запад[англ.] / Westbound — Джини Миллер
- 1960 — Взлёт и падение Легса Даймонда[англ.] / The Rise and Fall of Legs Diamond — Элис Скотт
- 1962 — Сорок фунтов неприятностей[англ.] / 40 Pounds of Trouble — Бэмби
- 1966 — Киборг 2087[англ.] / Cyborg 2087 — доктор Шэрон Мейсон
- 1969 — Счастливый конец[англ.] / The Happy Ending — Дайворси

### Телевидение
- 1954 — Студия 57[англ.] / Studio 57 — Милли Дарроу (в эпизоде So False and So Fair)
- 1955 — Театр General Electric[англ.] / General Electric Theater — секретарь (в эпизоде Big Shot)
- 1955 — Медик[англ.] / Medic — Хелен Варека (в эпизоде All the Lonely Night)
- 1955, 1957 — Кульминация![англ.] / Climax! — разные роли (в 2 эпизодах)
- 1956 — Театр Форда[англ.] / Ford Theatre — Лоррейн (в эпизоде Airborne Honeymoon)
- 1956 — Видеотеатр «Люкс»[англ.] / Lux Video Theatre — разные роли (в 2 эпизодах)
- 1956, 1958 — Миллионер[англ.] / The Millionaire — Рита (в 2 эпизодах)
- 1957 — Караван повозок[англ.] / Wagon Train — Сара Доусон (в эпизоде The Riley Gratton Story[англ.])
- 1957, 1959 — Маверик / Maverick — разные роли (в 2 эпизодах[англ.])
- 1958, 1965 — Перри Мейсон / Perry Mason — разные роли (в 2 эпизодах)
- 1959 — Бэт Мастерсон[англ.] / Bat Masterson — Эльза Дорн (в эпизоде The Desert Ship)
- 1959 — Гавайский детектив[англ.] / Hawaiian Eye — Мэриан Саммерс (в эпизоде All Expenses Paid)
- 1959—1960 — Сансет-стрип, 77[англ.] / 77 Sunset Strip — разные роли (в 3 эпизодах)
- 1960 — Речное судно[англ.] / Riverboat — Сью Паркер (в эпизоде Hang the Men High)
- 1960 — Аляскинцы[англ.] / The Alaskans — разные роли (в 3 эпизодах)
- 1960 — Канатоходец![англ.] / Tightrope! — Мария Брейден (в эпизоде The Horse Runs High)
- 1960 — Помощник шерифа[англ.] / The Deputy — Джули Грант (в эпизоде Palace of Chance)
- 1960 — Законник[англ.] / Lawman — Лаура Сольдано (в эпизоде Man on a Wire)
- 1960 — Ритмы Бурбон-стрит[англ.] / Bourbon Street Beat — Барбара Комак (в эпизоде Teresa)
- 1961 — Ревущие двадцатые[англ.] / The Roaring 20's — Мэй Дейли (в эпизоде Big Town Blues)
- 1961 — Бронко[англ.] / Bronco — Вики Нортон (в эпизоде One Came Back)
- 1961 — Бонанза / Bonanza — Сильвия Энн Гошен (в эпизоде The Tin Badge[англ.])
- 1961—1962 — Сёрфсайд 6[англ.] / Surfside 6 — разные роли (в 2 эпизодах)
- 1961—1962 — Ларами[англ.] / Laramie — разные роли (в 2 эпизодах)
- 1962 — Сыромятная плеть / Rawhide — Долли ЛеМойн (в эпизоде The Woman Trap[англ.])
- 1962 — Обнажённый город[англ.] / Naked City — Грейс Харви (в эпизоде To Walk Like a Lion)
- 1964 — Хейзел[англ.] / Hazel — Рита Нолл (в 3 эпизодах[англ.])
- 1965 — Самый дурацкий корабль в армии[англ.] / The Wackiest Ship in the Army — Смитти (в эпизоде Shakedown)
- 1965 — Боб Хоуп представляет театр «Крайслер»[англ.] / Bob Hope Presents the Chrysler Theatre — Фрэн Перец (в эпизоде The Crime)
- 1965 — Заклеймённый[англ.] / Branded — Лорри Хеллер (в эпизоде I Killed Jason McCord)
- 1965 — Долгое жаркое лето[англ.] / The Long, Hot Summer — Уиллоу Стерн (в 2 эпизодах)
- 1965 — Путешествие на дно моря / Voyage to the Bottom of the Sea — Кейра (в эпизоде Leviathan)
- 1965 — Человек по имени Шенандоа[англ.] / A Man Called Shenandoah — Наоми (в эпизоде The Reward)
- 1965 — Напряги извилины / Get Smart — Мэри «Джек» Армстронг (в эпизоде Survival of the Fattest)
- 1966 — Дочь фермера[англ.] / The Farmer's Daughter — Анис Вэк (в эпизоде Anyone for Swindling?)
- 1966 — Смерть коммивояжёра[англ.] / Death of a Salesman — Летта
- 1966 — Звёздный путь / Star Trek — Ив МакХарон (в эпизоде Mudd's Women)[5]
- 1967 — Преступный отряд[англ.] / Felony Squad — Найна Бэрнс (в 2 эпизодах)
- 1967 — Флиппер / Flipper — Фрэн Уитмен (в 2 эпизодах)
- 1969 — Герои Хогана[англ.] / Hogan's Heroes — леди Валери Стэнфорд (в эпизоде The Big Dish)
- 1970 — Менникс[англ.] / Mannix — Шейла (в эпизоде Harlequin's Gold[англ.])